# Християнсько-суспільний рух
Християнсько-суспільний рух
— політ. рух, що ставить за програму своєї діяльності суспільно-госп. реформи в дусі христ. етики, гол. папських соц. енциклік. 
У галицькому політ. житті кін. 19 - поч. 20 вв. Х.-с.р. репрезентував помірковане крило народовців, прихильників «Нової ери» під проводом О.Барвінського з газ. «Руслан». 
Рух діяв спочатку під назвою Кат. Русько-Нар. Союзу, заснованого 1896, що 1911 змінив назву на Христ.-Суспільна Партія. 
Ця організація мала репрезентацію в австр. парламенті і гал. срймі, згодом продовжувала діяльність під поль. окупацією. 
Гол. діячі: А.Вахнянин, К.Студинський, Д.Лопатинський. 
На поч. 1930-их pp. частина діячів влилася до УНДО, ін. заснували Укр. Кат. Нар. Партію з газ. «Нова Зоря» у Львові; цю партію підтримував єп. Г. Хомишин. Натомість у Львівській архієпархії засновано Укр. Кат. Союз, який не брав участи в партійно-політ. житті, а був лиш суспільно-рел. рухом. Політ. діячі Союзу підтримували УНДО.
На Закарпатті прихильники Х.-с.р. оформилися в Чехо-Словацькій Республіці спочатку як Руська Хліборобська Партія (1920), яка 1924 прибрала назву Християнська Нар. Партія. 
На еміграції після 1944 не відновлено христ.-суспільної політ. групи. Створений 1954 Укр. Християнський Рух радше продовжував традиції Укр. Кат. Союзу. 
Програмові засади Х.-с.р. розробляли кат. вид. в Галичині й на еміграції. 
Окремо від Х.-с.р. діяла під проводом ієрархії «Католицька Акція». 
Деякі з названих організацій Х.-с.р. співпрацювали з церк. ієрархією, навіть були залежні від неї; з тих причин їм закидували ліві соц. і праві націоналістичні кола клерикалізм, себто втручання церкви до політики.